# Eurocross Assistance
Eurocross Assistance is een Nederlandse alarmcentrale die gespecialiseerd is in wereldwijde medische, mobiliteits- en personenhulpverlening,voor pech- en ongevalshulpverlening binnen Europa en personenalarmering in Nederland. 

## Opdrachtgevers
Bij Eurocross werken 453 medewerkers, waarvan 336 in Nederland (Leiden). De overige 117 medewerkers zitten verspreid over de volgende landen; Tsjechië (Praag),Bulgarije (Sofia), Suriname (Paramaribo) en Turkije (Istanboel). Eurocross Assistance werkt samen met een wereldwijd netwerk van bijvoorbeeld hulpverleners, artsen, pechhulpverleningsdiensten, vervangend chauffeurs, contactorganisaties etc. om de klanten van haar opdrachtgevers bij te staan.

## Eureko
Eurocross Assistance is in juni 1982 opgericht door het Zilveren Kruis en maakt sinds 1995 deel uit van Achmea Holding NV. In 2000 is Eurocross Assistance 100% eigendom van Eureko BV geworden.

## Astrum Assistance Alliance
In 2008 richt Eurocross Assistance samen met SOS International (Denemarken, Zweden, Finland), Roland Assistance (Duitsland), Fidelia Assistance (Frankrijk) en Mobi-24 (Zwitserland) Astrum Assistance Alliance op. Het doel van deze samenwerking bestaat naast het gezamenlijke inkopen van hulpverleningsdiensten uit het uitwisselen van kennis en het gebruikmaken van elkaars netwerk. 

## Calamiteitencoördinatie
Ieder jaar neemt een van de vier grote Nederlandse alarmcentrales, (ANWB Alarmcentrale, SOS International, Allianz Global Assistance, Eurocross Assistance) de landelijke coördinerende rol op zich bij grote calamiteiten en rampen in het buitenland waarbij meer dan 8 Nederlanders betrokken zijn. Dit roulatiesysteem is onderdeel van het Protocol Coördinatie Calamiteiten, dat door de Nederlandse alarmcentrales in 1992 is opgesteld. 